# Lorazepam
Lorazepam – organiczny związek chemiczny, lek psychotropowy z grupy benzodiazepin o silnym działaniu przeciwlękowym i uspokajającym. Działa też przeciwdrgawkowo i nasennie. Podany domięśniowo wykazuje skuteczność w leczeniu aktywnego stanu padaczkowego. Czas działania 1 mg lorazepamu wynosi około 12 godzin. Ma też właściwości amnestyczne, proporcjonalne do dawki.
Jest stosowany do krótkotrwałego leczenia silnych stanów lękowych, wspomagająco w bezsenności na tle lękowym oraz w premedykacji celem wywołania niepamięci. Czas leczenia i dawka powinny być ograniczone do bezwzględnego minimum.
Wykazuje silny potencjał uzależniający. Jego sporadyczne stosowanie (np. doraźnie w atakach lęku) nie grozi uzależnieniem, natomiast dłuższe stosowanie powoduje silne uzależnienie fizjologiczne. Przyjmowany w dużych dawkach może wywołać zespół abstynencyjny już po dwóch tygodniach, jeśli okresowo był stosowany wcześniej.
Nagłe odstawienie może spowodować silne lęki, niepokój, drżenie rąk (czasem całego ciała), a także osłabienie, nudności i biegunkę. Najlepiej odstawiać lorazepam zmniejszając jego dawkę o 1/4 co tydzień lub w zaawansowanych przypadkach co dwa tygodnie. Zmniejszanie dawki po przewlekłym stosowaniu trwa zwykle przez miesiąc po czym zalecane jest przyjmowanie coraz rzadziej pozostałej dawki. Powyższy schemat odstawiania lorazepamu dotyczy fizycznego przyzwyczajenia organizmu do leku.
Jest metabolizowany na drodze glukuronidacji wątrobowej. Udało się wyizolować jedynie śladowe ilości innych metabolitów lorazepamu u ludzi.

## Preparaty
Polska
- Lorafen (drażetki) – Preparat produkowany od 1986 roku[5] przez Tarchomińskie Zakłady Farmaceutyczne Polfa.
- Lorabex (płyn do iniekcji lub tabletki), Polpharma.

Poza Polską
- Tavor (płyn do iniekcji lub tabletki), Pfizer

W Polsce preparat dostępny wyłącznie w trybie importu docelowego.